# Julos
Julos é uma comuna francesa na região administrativa de Occitânia, no departamento dos Altos Pirenéus. Estende-se por uma área de 5,86 km². Em 2010 a comuna tinha 438 habitantes (densidade: 74,7 hab./km²).